# Léonce Cohen
Léonce Cohen (Parigi, 12 febbraio 1829 – Parigi, 26 febbraio 1901) è stato un compositore e violinista francese.

## Biografia
Cohen nacque a Parigi da una famiglia di mercanti alsaziani. All'età di tredici anni, Cohen iniziò a studiare violino presso il Conservatorio di Parigi. In seguito, fece anche un corso di organo con François Benoist e studiò composizione musicale con Aimé Leborne. Nel 1852 vinse il Prix de Rome con la cantata Le Retour du Virginie.
Durante i suoi studi, Cohen fu violinista presso il Théâtre de la comédie italienne di Parigi. Nel 1855, entrò a far parte, come violinista, del Théâtre de la comédie italienne e del Théâtre du Vaudeville. Dal 1875, fu violista nell'Orchestre de la Société des Concerts du Conservatoire.
Nel 1858, compose l'operetta Mam'zelle Jeanne al Théâtre des Bouffes-Parisiens e Bettina (1866). Nel 1862 pubblicò École du musicien, ou solfège théorique et pratique, avec accompagnement de piano, che dedicò ad Ambroise Thomas.